# Megaselia vestita
Megaselia vestita är en tvåvingeart som först beskrevs av Wood 1914.  Megaselia vestita ingår i släktet Megaselia och familjen puckelflugor. Arten är reproducerande i Sverige. Inga underarter finns listade i Catalogue of Life.